# Pronome interrogativo ed esclamativo
I pronomi interrogativi ed esclamativi, come gli aggettivi interrogativi ed esclamativi, vengono usati per formulare domande o esclamazioni.
Si tratta di pronomi quando sostituiscono il nome e di aggettivi quando lo accompagnano; ad esempio:
- Che macchina hai comprato? (= aggettivo)
- Che hai mangiato oggi? (= pronome)

## Pronomi interrogativi
I pronomi interrogativi in italiano sono:
- Chi è invariabile e si può riferire a persone o ad animali:

"Chi verrà alla tua festa?"
- Che/Che cosa sono invariabili e si possono riferire solamente a cose[A 1]:

"Che fai?"
- Quale è flessibile in numero (al plurale: quali) e si può riferire sia a persone che a cose:

"Quale vuoi comprare?"
•    Quando lo si trova davanti ad è oppure era diventa qual, che non necessita di apostrofo, trattandosi di apocope.
- Quanto è flessibile sia in genere che in numero (quanta-i-e) e anch'esso può riferirsi sia a persone che a cose:

"Quanto ne hai mangiato?"

## Pronomi esclamativi
I pronomi esclamativi sono uguali a quelli interrogativi, ma vengono utilizzati per esprimere stupore, gioia, paura o comunque per rafforzare un'affermazione:
- "Chi vuole venire può farlo liberamente!"
- "No! Che hai fatto!"
- "Il libro è su quella sedia" - "Ma cosa mi dici mai!"
- "Che noia, quanto ci vuole!"